# Приглебов, Алексей Васильевич
Алексей Васильевич Приглебов (1914—1943) — советский военный. Участник вооружённого конфликта на реке Халхин-Гол, освободительного похода в Западную Белоруссию и Западную Украину, Советско-финской и Великой Отечественной войн. Герой Советского Союза (1944, посмертно). Гвардии лейтенант.

## Биография
Родился 6 марта 1914 года в губернском городе Москве Российской империи (ныне город, столица Российской Федерации) в семье рабочего. Русский. Окончил среднюю школу. До призыва на военную службу проживал в Солнцевском районе Курской области.
В ряды Рабоче-крестьянской Красной Армии был призван Солнцевским районным военкоматом Курской области 15 мая 1936 года. Срочную службу нёс на Дальнем Востоке. В 1938 году участвовал в боях на реке Халхин-Гол. После окончания срока службы решил остаться в армии. Служил на должностях младшего командного состава. Участвовал в освободительном походе в Западную Украину и Западную Белоруссию и Советско-финской войне. В 1940 года принимал участие в операции по вводу советских войск в Прибалтику. До начала Великой Отечественной войны служил в Прибалтийском особом военном округе.
В боях с немецко-фашистскими захватчиками с 22 июня 1941 года на Северо-Западном фронте. Участвовал в приграничных сражениях на территории Литвы и Латвии. 28 июня 1941 года был тяжело ранен и эвакуирован в госпиталь. Вновь на Северо-Западном фронте с 15 сентября 1941 года. В боях был ещё четыре раза ранен. После тяжёлого ранения, полученного в сентябре 1942 года в боях под Демянском, и лечения в госпитале был направлен на курсы младших лейтенантов. Вернувшись на Северо-западный фронт, младший лейтенант Алексей Приглебов до очередного ранения сражался в воздушно-десантных войсках. После шестого ранения и лечения в госпитале был направлен в 80-ю гвардейскую стрелковую дивизию 4-й гвардейской армии, которая в преддверии немецкого наступления на Курской дуге находилась в резерве Ставки Верховного Главнокомандования, и 5 мая 1943 года был назначен на вакантную должность командира 3-й стрелковой роты 230-го гвардейского стрелкового полка.
4-я гвардейская армия была брошена в бой на Воронежском фронте в ходе Белгородско-Харьковской операции для отражения танкового контрудара немецко-фашистских войск под Ахтыркой. В боях продемонстрировал хорошую тактическую выучку, умение организовывать взаимодействие с другими родами войск. В сентябре 1943 года во время Полтавско-Кременчугской операции Степного фронта был произведён в лейтенанты и принял под командование 1-ю роту автоматчиков 230-го гвардейского стрелкового полка.
Во время освобождения Левобережной Украины 80-я гвардейская стрелковая дивизия находилась во втором эшелоне Степного фронта. В конце сентября её подразделения вышли к Днепру северо-западнее Кременчуга в районе города Градижска. В начале октября 1943 года перед дивизией была поставлена задача форсировать Днепр в районе города Новогеоргиевска. Первыми в 230-м гвардейском стрелковом полку 5 октября 1943 года под яростным миномётным и артиллерийским огнём начали переправу подразделения роты гвардии лейтенанта Алексея Приглебова. Лодка, в которой он находился с семью бойцами, была повреждена осколками мины и её отнесло ниже по течению. Заткнув пробоину тряпкой, десантники всё же достигли правого берега, где были окружены многократно превосходящими силами противника. Прежде чем подоспела помощь, он со своими бойцами отразил три контратаки противника. После того, как рота автоматчиков форсировала Днепр, грамотно организовал оборону захваченного плацдарма. В течение суток рота под его командованием вела бой с превосходящими силами противника, существенно расширив плацдарм, на который начали переправу основные силы полка. Боевая задача, поставленная перед его ротой, была успешно выполнена, но 6 октября 1943 года её командир погиб.
Указом Президиума Верховного Совета СССР «О присвоении звания Героя Советского Союза генералам, офицерскому, сержантскому и рядовому составу Красной Армии» от 22 февраля 1944 года за «образцовое выполнение боевых заданий командования при форсировании реки Днепр, развитие боевых успехов на правом берегу реки и проявленные при этом отвагу и геройство» был удостоен посмертно звания Героя Советского Союза.
Похоронен в селе Максимовка Кременчугского района Полтавской области Украины.

## Награды
- Медаль «Золотая Звезда» (22.02.1944, посмертно);
- орден Ленина (22.02.1944, посмертно);
- орден Красной Звезды (07.06.1943).

## Документы
- Общедоступный электронный банк документов «Подвиг Народа в Великой Отечественной войне 1941—1945 гг.» Дата обращения: 26 марта 2013. Архивировано из оригинала 13 марта 2012 года.

Представление к званию Героя Советского Союза. Дата обращения: 26 марта 2013. Архивировано 9 апреля 2013 года.
Указ Президиума Верховного Совета СССР о присвоении звания Героя Советского Союза. Дата обращения: 26 марта 2013. Архивировано 9 апреля 2013 года.
Орден Красной Звезды (наградной лист и приказ о награждении). Дата обращения: 26 марта 2013. Архивировано 9 апреля 2013 года.
- Обобщенный банк данных «Мемориал». Дата обращения: 26 марта 2013. Архивировано из оригинала 10 мая 2012 года.

ЦАМО, ф. 33, оп. 11458, д. 137.
ЦАМО, ф. 33, оп. 11459, д. 424.
ЦАМО, ф. 33, оп. 11458, д. 66.